# Эласон
Эласо́н (греч. Ελασσών ή Ελασσόνα) — малый город в Греции, на месте древнего города Олооссона. Построен амфитеатром на высоте 308 метров над уровнем моря, на холмах в западных предгорьях нижнего Олимпа (Κάτω Όλυμπος), в 35 километрах к северо-западу от Ларисы, в 51 километре к юго-западу от Катерини, в 56 километрах к юго-востоку от Козани, в 105 километрах к юго-западу от Салоник и в 251 километре к северо-западу от Афин. Экономический центр области. Административный центр одноимённой общины (дима) в периферийной единице Ларисе в периферии Фессалии. Население 7338 жителей по переписи 2011 года.
Эласон занимает стратегическое положение на одном из двух путей, ведущих из Фессалии в Македонию. Эласон и сегодня является важным шоссейным узлом, на пути из центральной в северную Грецию, соединяя дорогами периферийные единицы Ларису, Пиерию, Козани и Гревену. Через город проходит национальная дорога 3 Козани — Лариса, часть европейского маршрута E65. Национальная дорога 26 соединяет Эласон с Дескати.

## История
Древний город Олооссон (др.-греч. Ὀλοοσσών) находился на месте современного Эласона, сохранились руины. Царь Полипет принял участие в Троянской войне. Гомер называет город Олооссон-Лефки (Ὀλοοσσών λευκή, «белая»). По Страбону назывался «белым» из-за почвы, состоящей из белой глины. Название Эласон получил в византийский период. В правление Юстиниана I здесь была крепость, и город был религиозным центром. Рядом с городом находится монастырь Богородицы Олимпской, построенный в 1336 году Андроником III Палеологом и хранящий библиотеку редких книг и 230 рукописных кодексов. Турки завоевали Эласон в XIV веке. В период османского владычества Эласон был важным образовательным центром. От монастыря сохранился кафоликон, украшенный фресками и деревянной дверью. Сохранилась мечеть Эласона 1897 года, представляющая художественную и историческую ценность.

## Эласонская митрополия

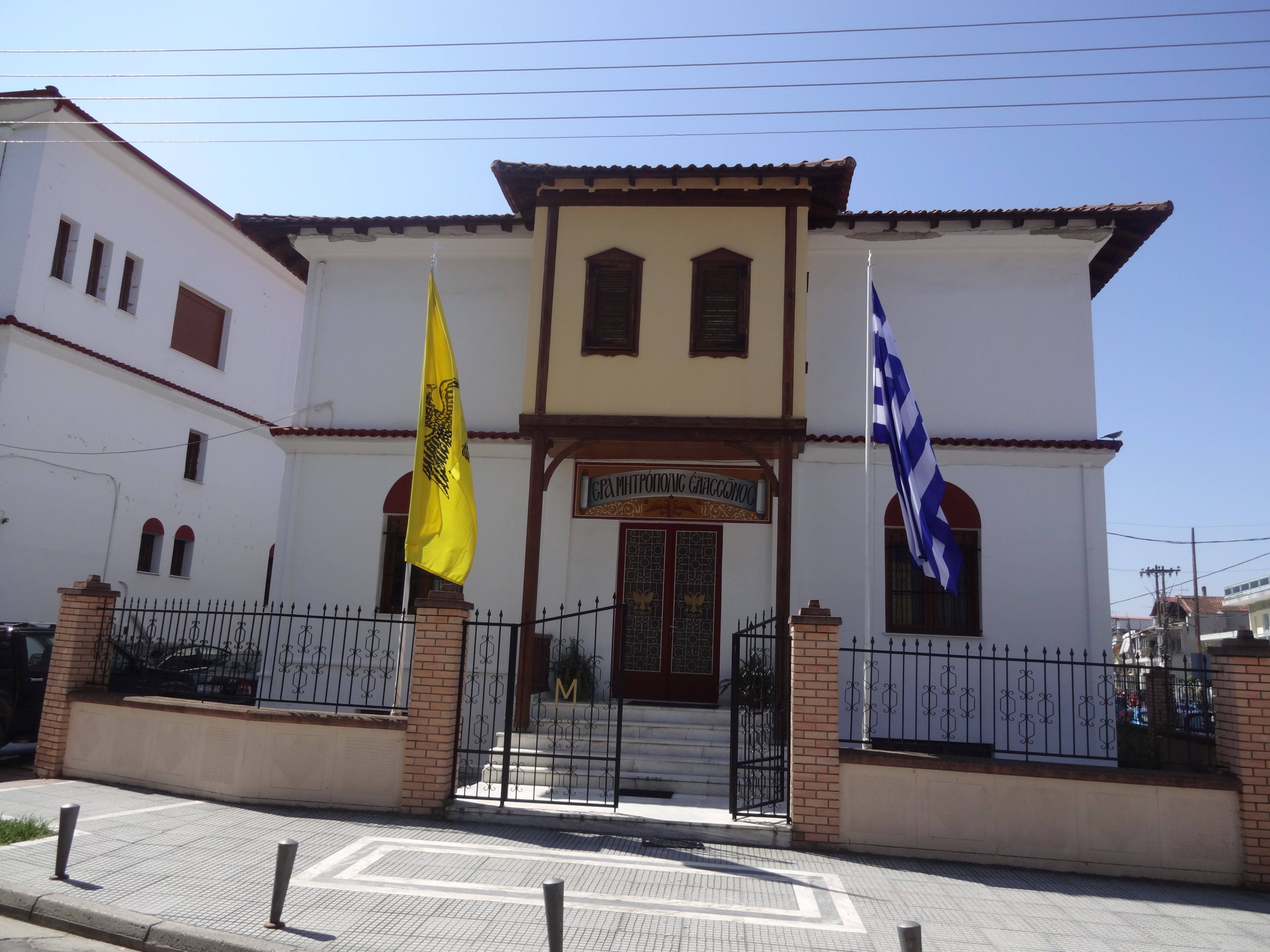
Эласонская митрополия

Город является резиденцией церковной Эласонской митрополии, в территорию которой, кроме общины Эласона, по-прежнему включается община Дескати в периферии Западной Македонии, до 1964 года находившийся в пределах светской епархии Эласона в номе Ларисе. Церковная Эласонская митрополия формально находится в церковной юрисдикции Константинопольского патриарха, в составе епархии «Новых Земель» Элладской православной церкви.

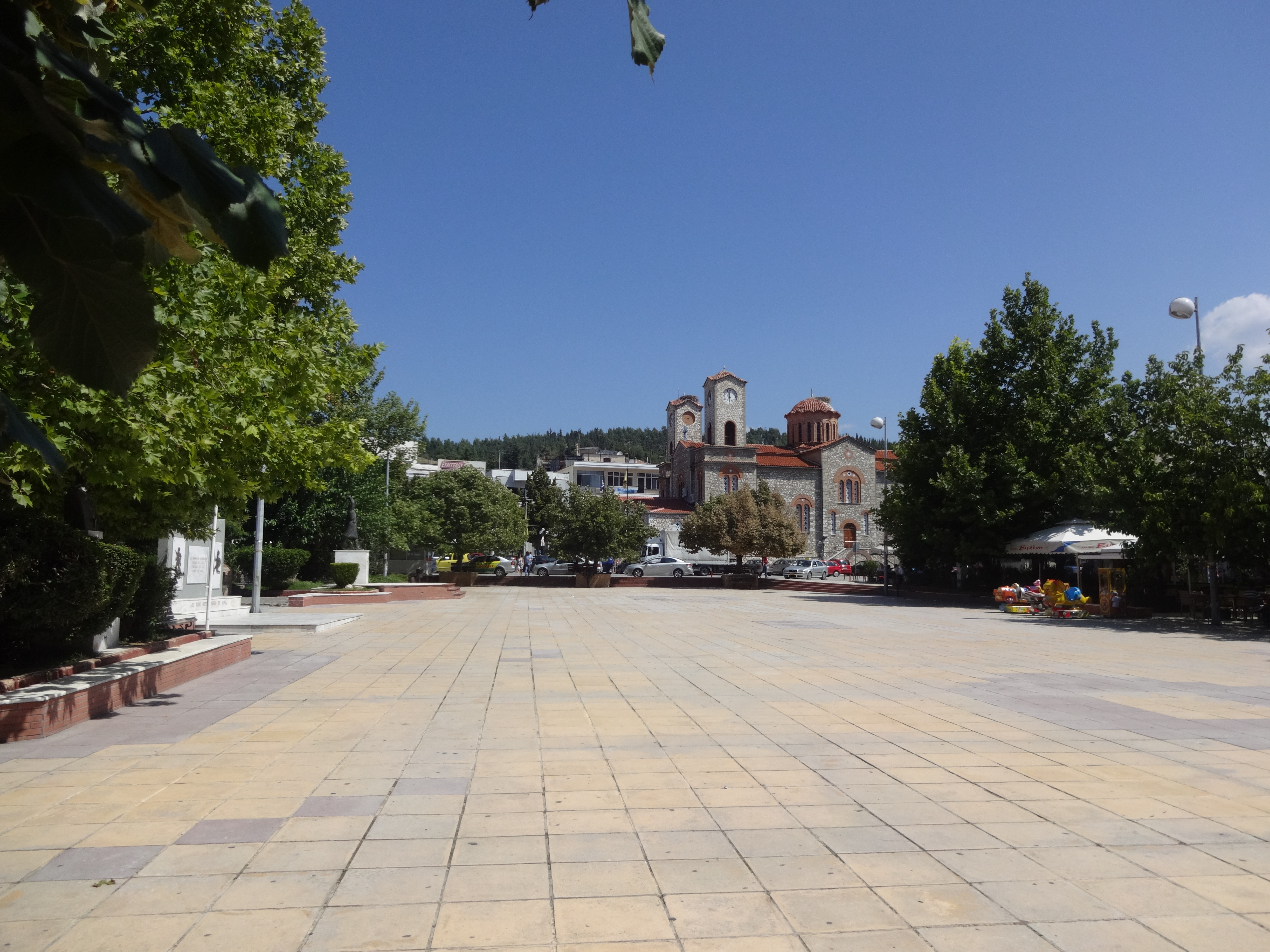
Центральная площадь и церковь Св. Дмитрия

Покровителем города является Святой Димитрий Солунский, чью память чтут 26 октября. Этот день является выходным в Эласоне. Соборный храм на центральной площади города носит имя Святого Дмитрия.
В отличие от всей остальной Фессалии, воссоединившейся с Грецией в 1881 году, епархия Эласона оставалась в пределах Османской империи до начала Балканских войн в 1912 году, когда была освобождена греческой армией.

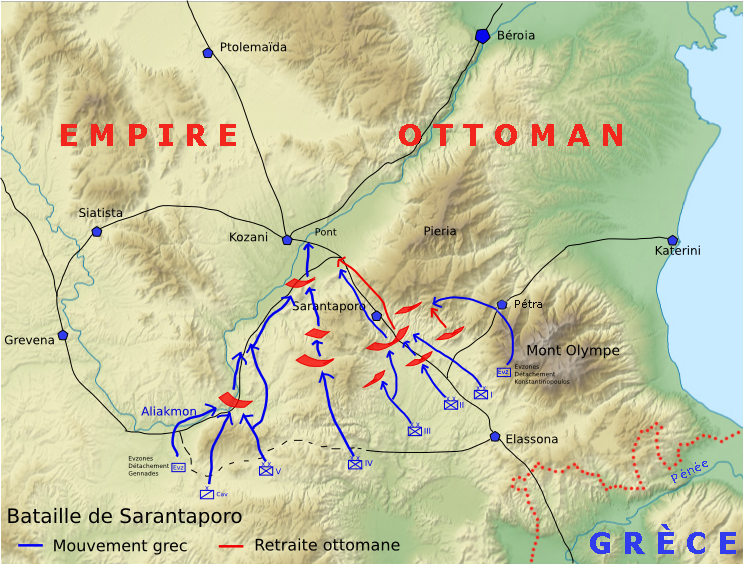
Освобождённый 6 октября 1912 года Эласон стал базой греческой армии в битве при Сарантапоро и прорыве в Македонию.

Освобождённый 6 октября 1912 года, в первые дни войны город стал базой армии в победоносной для греческого оружия битве при Сарантапоро и прорыве в Македонию.
Одним из самых значительных празднований в городе является «Элефтерия» (Ελευθέρια), отмечающее освобождение города от турок.
Одна из центральных улиц города именуется «Улица 6 октября».
Всегреческую известность получил праздник феты, который община Эласон организует каждый второй год в конце сентября.

## Природная среда

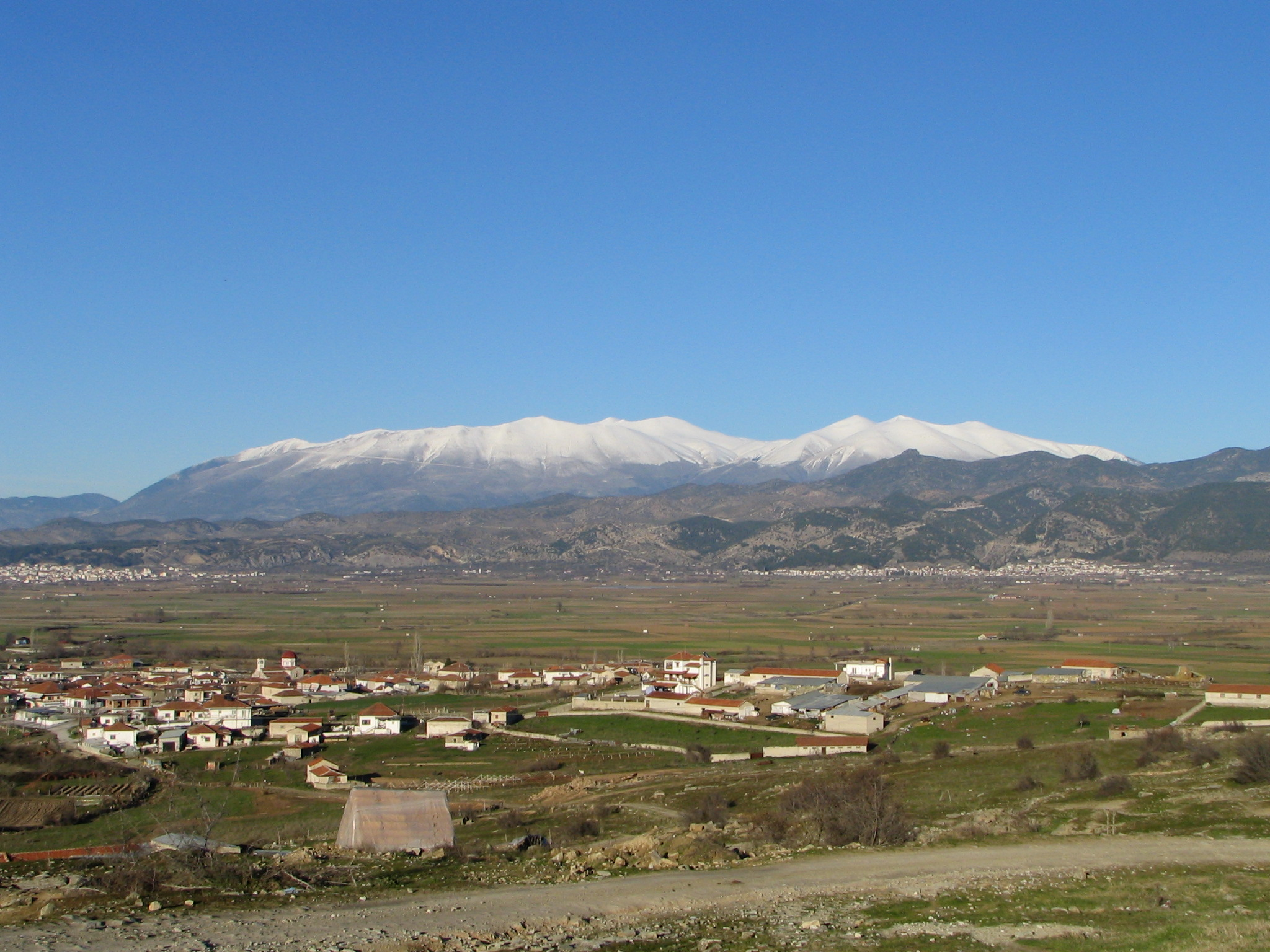
Вид на Олимп, Эласон (в левом верхнем углу) и Царицани (в правом углу).

Через Эласон протекает речка Эласонитис, которая впадает в реку Титарисиос, в свою очередь впадающую в Пиньос, самую большую реку Фессалии.

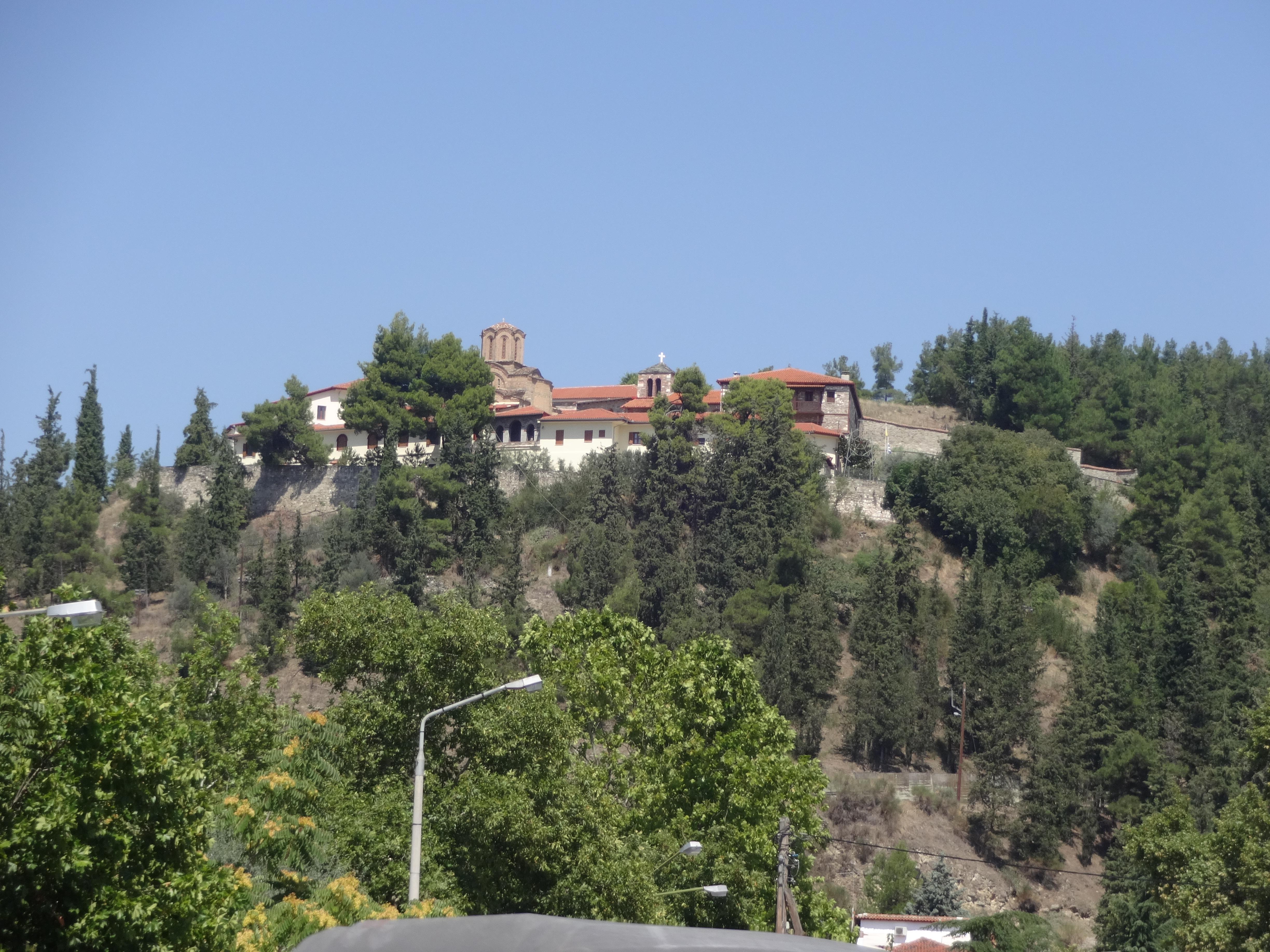
Монастырь Богородицы Олимпской

Река разделяет город на две части, старый город, построенный у подножия холма монастыря Богородицы Олимпиотиссы, и новый город, простирающийся на правый берег реки. Две части города соединяются тремя мостами и старым арочным мостом. Последний является достопримечательностью города.
Недалеко от города расположено озеро Кефаловрисо, которое наполняется водой из одноимённого ключа, бьющего со дна озера.
Лесная дорога от монастыря Богородицы Олимпской к Дримос является туристическим маршрутом.

## Памятники

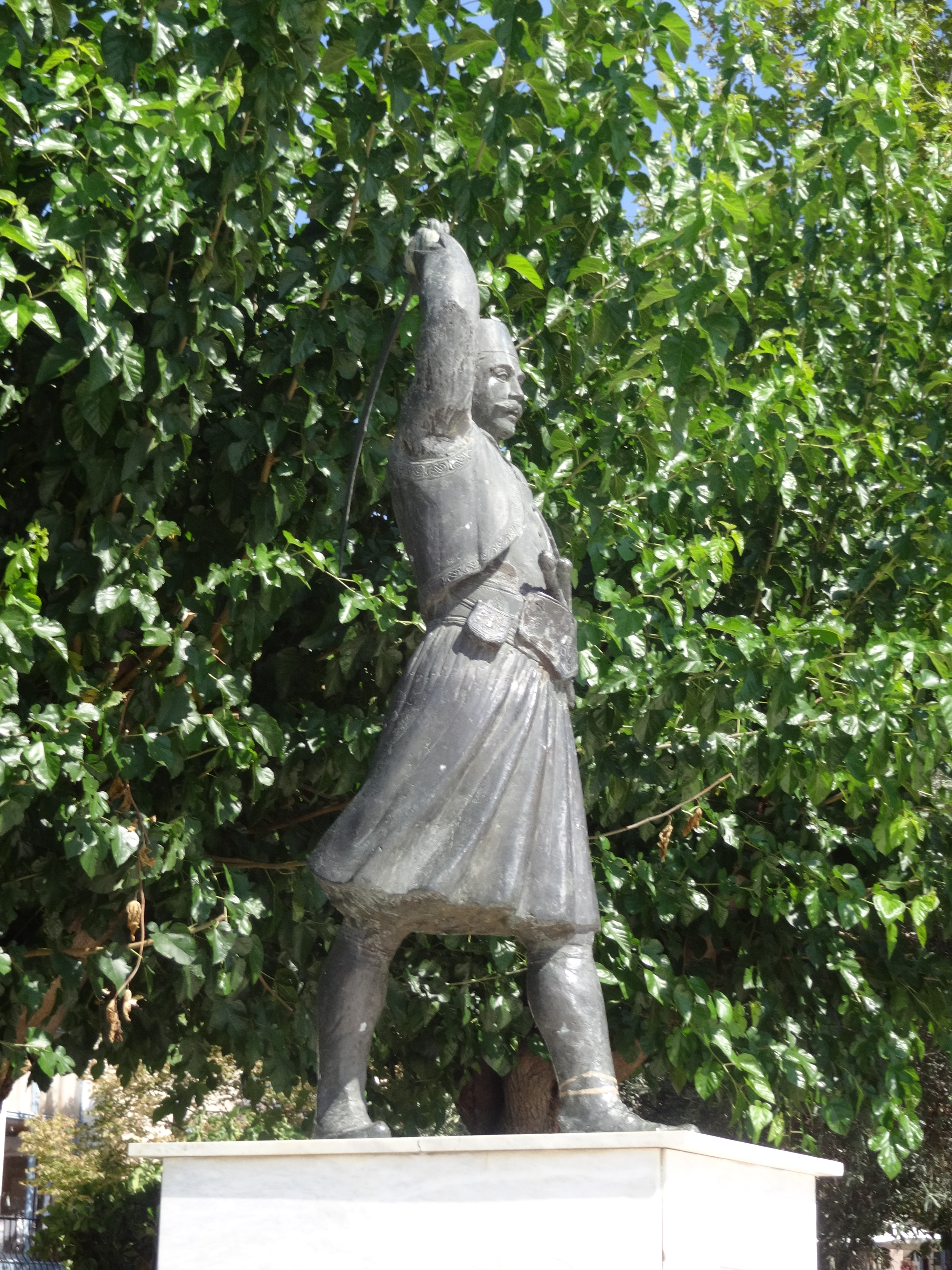
Памятник военачальнику Никоцарасу

Монастырь Богородицы Олимпской является самым известным памятником города, и одновременно самым значительным памятником всего региона. Кафоликон монастыря является постройкой XIII века.
Монастырь построен на холме, где в древности находился акрополь города Олосон.
Достопримечательностями, кроме монастыря, является старый арочный мост у подножия холма монастыря Богородицы Олимпской, экспонаты Музея естественной истории и Музея Национального Сопротивления.

## Община Эласон
Община Эласон включает в себя 52 населённых пунктов с общим населением в 32 121 жителей по переписи 2011 года.
Сообщество Эласон создано в 1919 году. В 1964 году сообщество Эласон было признано общиной (димом). После осуществления реформ и укрупнения общин по всей стране, согласно «плану Каподистрии» в 1998 году, соседний городок Царицани был введён в состав общины Эласон и состоял в нём до 15 марта 2006 года. После протестов жителей Царицани и на основании исторического значения этого города, законом 3448/15-3-2006 Царицани вновь стал независимой общиной.
Однако в ходе второго этапа реформ и укрупнения общин, согласно программе «Калликратис» в 2010 году община Царицани была упразднена и город Царицани вошёл в состав общины Эласона.
С 1 января 2011 года вся бывшая светская епархия Эласон была включена в единую общину (дим), став таким образом одной из самых больших по площади общин страны.

## Сообщество Эласон
В общинное сообщество Эласон входят 4 населённых пункта. Население 7750 жителей по переписи 2011 года. Площадь 102,515 квадратного километра.
| Наименование          | Население (2011), человек |
| --------------------- | ------------------------- |
| Айонерион             | 31                        |
| Аэторахи              | 77                        |
| Эласон                | 7338                      |
| Микрон-Элефтерохорион | 304                       |

## Население
| Год  | Население, человек |
| ---- | ------------------ |
| 1991 | 7844               |
| 2001 | 7348               |
| 2011 | ↘ 7338             |

### Население общинного сообщества Эласон
| Год  | Население, человек | Изменение, % |
| ---- | ------------------ | ------------ |
| 1940 | 3939               | —            |
| 1951 | 5755               | 46,1         |
| 1961 | 7172               | 24,6         |
| 1971 | 7755               | 8,1          |
| 1981 | 7146               | -7,9         |
| 1991 | 8545               | 19,6         |
| 2001 | 7854               | -8,1         |
| 2011 | 7750               | -1,3         |